# Bellegarde-Poussieu
Bellegarde-Poussieu is een gemeente in het Franse departement Isère (regio Auvergne-Rhône-Alpes). De plaats maakt deel uit van het arrondissement Vienne. Bellegarde-Poussieu telde op 1 januari 2022 1.015 inwoners.

## Geografie
De oppervlakte van Bellegarde-Poussieu bedroeg op 1 januari 2022 16,79 vierkante kilometer; de bevolkingsdichtheid was toen 60,5 inwoners per km².

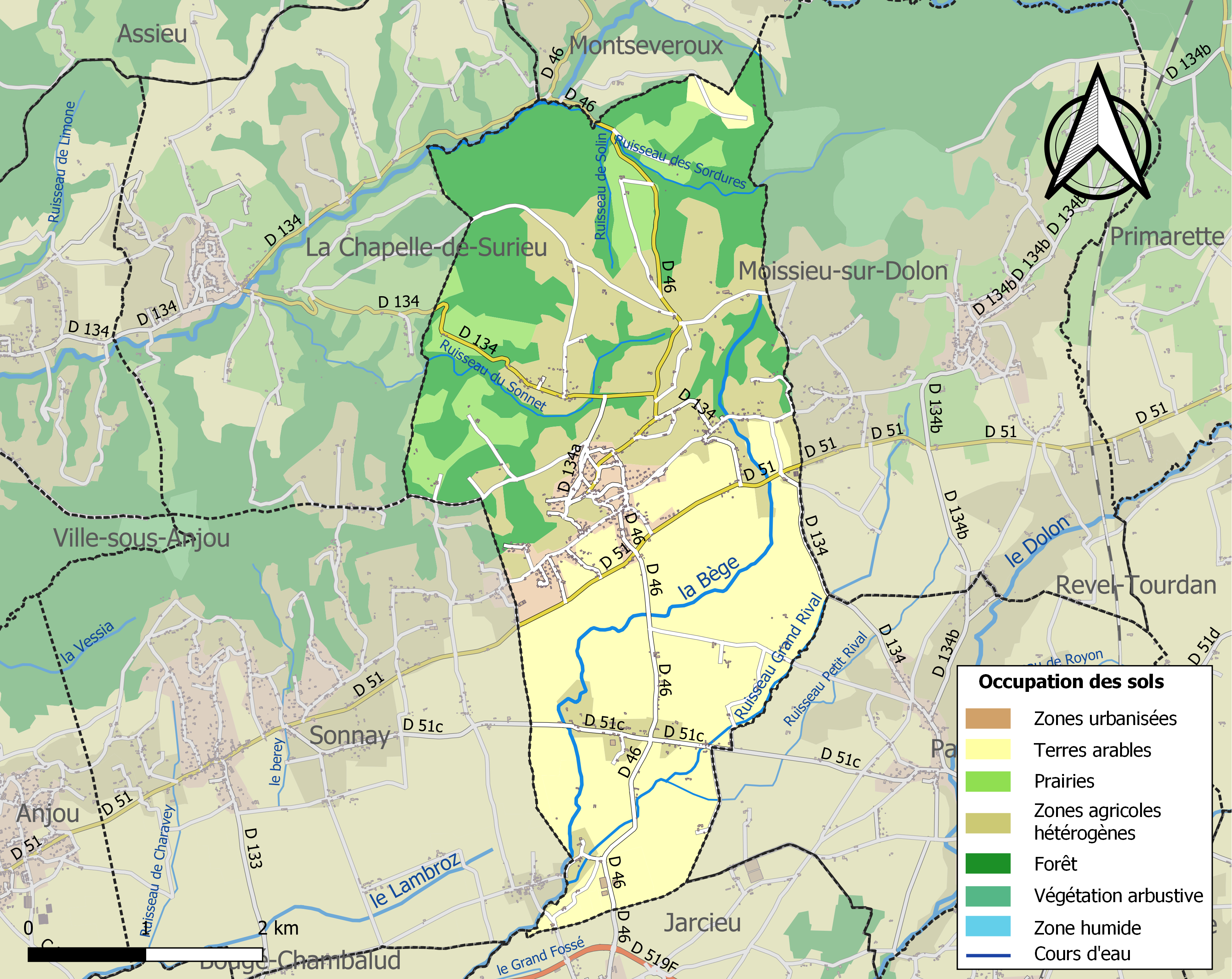
Kaart van de gemeente met de belangrijkste infrastructuur, bodemgebruik en omliggende gemeenten

## Demografie
Onderstaande figuur toont het verloop van het inwonertal (bron: INSEE-tellingen).